# Frumoasa și bestia
Frumoasa și bestia (în franceză La Belle et la Bête) este un basm scris de romanciera franceză Gabrielle-Suzanne Barbot de Villeneuve și publicat în 1740, în La Jeune Américaine et les contes marins. Versiunea integrală a fost prescurtată, rescrisă și publicată de romanciera franceză Jeanne-Marie Leprince de Beaumont în 1756, în Magasin des enfants, de unde s-a ajuns la versiunea cel mai frecvent repovestită. Mai târziu, Andrew Lang a repetat povestea în Blue Fairy Book, o parte din seria Fairy Book, în 1889. Basmul a fost influențat de povești grecești antice precum „Eros și Psiheea” din Măgarul de aur, scris de Lucius Apuleius Madaurensis în secolul al II-lea d.Hr. și Regele porc, un basm italian publicat de Giovanni Francesco Straparola în Le piacevoli notti în jurul anului 1550.
În Europa există mai multe variante ale poveștii. În Franța, de exemplu, Zémire et Azor este o versiune în operă a poveștii, scrisă de Jean-Francois Marmontel și compusă de Andre Grétry în 1771, care a avut un succes enorm în secolul al XIX-lea. Zémire et Azor se bazează pe a doua versiune a poveștii. Amour pour amour, de Pierre-Claude Nivelle de La Chaussée, este o piesă de teatru din 1742, bazată pe versiunea lui de Villeneuve. Potrivit cercetătorilor de la universitățile din Durham și Lisabona, povestea a apărut acum aproximativ 4.000 de ani.

## Rezumat

### Versiunea lui Villeneuve

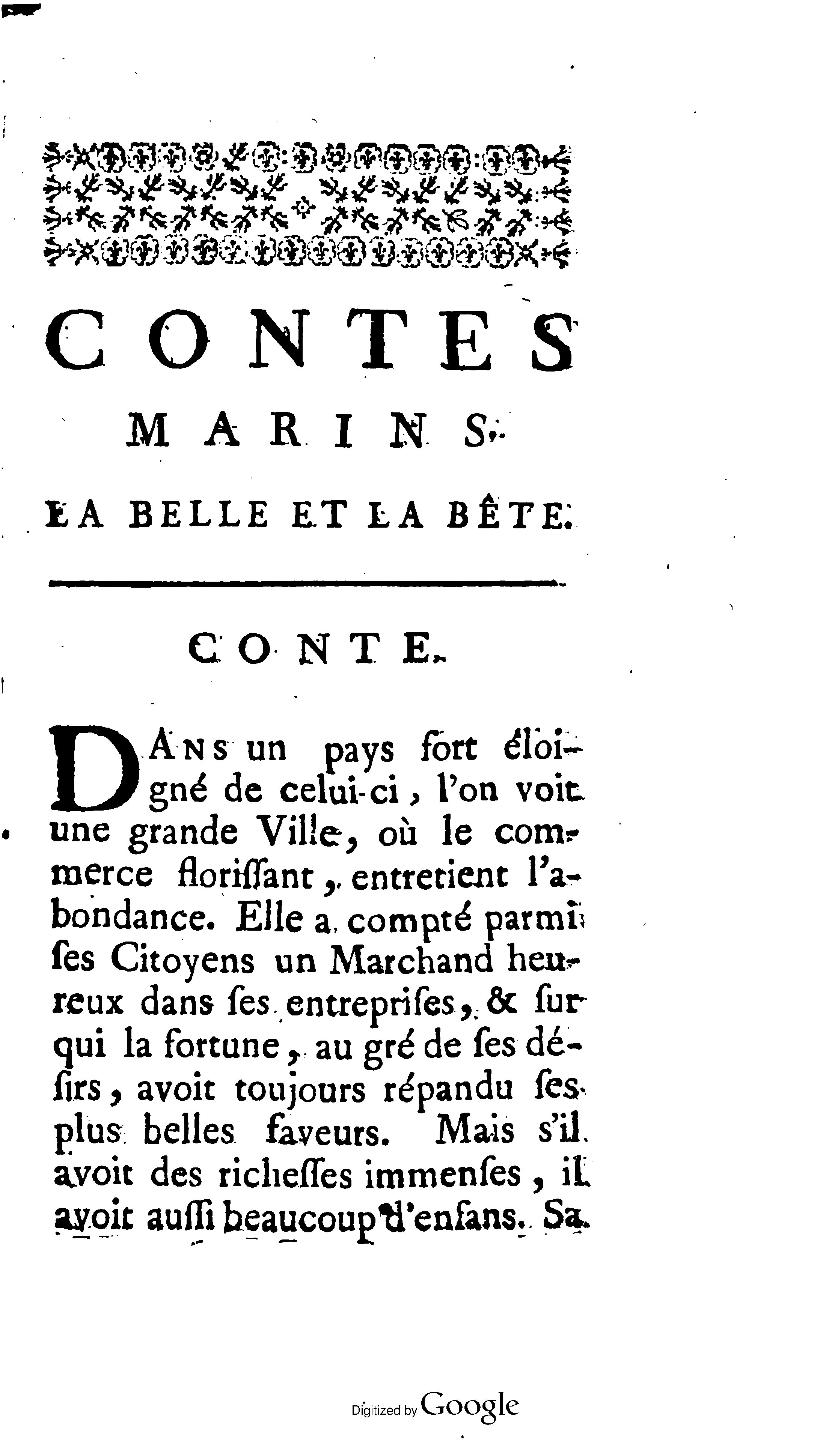
Pagină din La Jeune Américaine et les contes marins, 1765

Un negustor văduv locuiește într-un conac cu cei doisprezece copii ai săi (șase fii și șase fiice). Toate fiicele lui sunt foarte frumoase, dar fiica cea mică a fost numită „Frumoasa mică”, pentru că era cea mai frumoasă dintre toate. Numele ai a rămas „Frumoasa” în continuare. Era cea mai încântătoare, precum și cea mai blândă, educată și cu sufletul curat, spre deosebire de surorile ei mai mari, care erau crude, egoiste, răsfățate și geloase pe ea.
Negustorul își pierde toată averea într-o furtună pe mare, când se scufundă aproape toată flota sa comercială. Prin urmare, el și copiii lui sunt nevoiți să se mute într-o căsuță mică din pădure și să muncească pentru a-și câștiga existența. În timp ce Frumoasa este hotărâtă să se adapteze la viața rurală și rămâne la fel de veselă ca înainte, surorile ei nu fac asta, ba chiar o consideră naivă și prostuță.
Câțiva ani mai târziu, negustorul aude că una dintre navele comerciale pe care le trimisese el tocmai a sosit înapoi în port, neîmpărtășind soarta celorlalte amabarcațiuni scufundate. Pregătindu-se de plecare, el își întreabă copiii ce cadouri să le aducă. Fiicele mai mari vor bijuterii și cele mai frumoase rochii posibil, deoarece ele sunt convinse că acum vor fi din nou bogați. Frumoasa nu cere nimic altceva decât ca tatăl ei să se întoarcă acasă cu bine, dar când el insistă să-i cumpere un cadou, ea se mulțumește să-i ceară un trandafir, deoarece astfel de flori nu creșteau în partea lor de țară. Ajuns în port, negustorul constată disperat că încărcătura navei sale a fost confiscată pentru a-și plăti datoriile, astfel că nu mai are niciun ban și nu poate cumpăra cadourile copiilor săi.
La întoarcere, negustorul se rătăcește în timpul unei furtuni și dă peste un castel. Crezând că nu e nimeni acasă, se furișează înăuntru, unde găsește mese încărcate cu mâncare și băutură, care par să fi fost lăsate anume pentru el de proprietarul invizibil al castelului. Bucuros, acceptă acest cadou și își petrece noaptea acolo. A doua zi dimineața, negustorul deja consideră că palatul îi aparține de drept și tocmai se pregătea să plece să-și aducă și copiii când vede o grădină de trandafiri și își amintește că Frumoasa și-a dorit un trandafir. El smulge repede cel mai frumos trandafir pe care îl găsește și vrea să culeagă mai mulți pentru un buchet, dar brusc apare o bestie hidoasă care încearcă să-l omoare pentru că i-a furat cel mai de preț lucru, deși l-a primit în casa lui și l-a ospătat. Negustorul imploră să fie eliberat, mărturisind că a cules trandafirul doar pentru a-l dărui fiicei sale. Bestia este de acord să-i dea trandafirul Frumoasei, însă numai dacă negustorul va aduce aici pe una dintre fiicele sale în locul lui, care va trebui să știe ce o așteaptă la palat și să își accepte soarta fără cale de scăpare.
Negustorul este trist, dar nu are de ales și acceptă această condiție ca să scape cu viață. Bestia îi dă drumul să plece încărcat cu bani, bijuterii și haine frumoase pentru fiii și fiicele sale și îi reamintește că nu trebuie să-și mintă fiicele. Ajuns acasă, negustorul îi dă Frumoasei trandafirul promis și îi spune ce preț groaznic a plătit pentru el. Frații ei spun că vor merge la castel și vor lupta cu Bestia, în timp ce fiicele mai mari refuză categoric să plece și dau vina pe Frumoasa, pentru că ea a cerut trandafirul. Negustorul le interzice fiilor săi să se apropie vreodată de Bestie. Frumoasa decide de bunăvoie să meargă la castel, iar a doua zi dimineața ea și tatăl ei pornesc la drum călare pe un cal magic trimis de Bestie.
La castel, Bestia o primește cu mare fast, iar sosirea ei este întâmpinată cu artificii care le împletesc inițialele. În dimineața următoare, negustorul este trimis acasă cu o recompensă consistentă. Bestia îi dăruiește fetei rochii frumoase și mâncăruri alese și poartă conversații lungi, iar ea observă imediat că el este mai degrabă prostuț și aiurit decât sălbătic și feroce.
În fiecare noapte, Bestia îi cere Frumoasei să se căsătorească cu el, însă fata îl refuză de fiecare dată. După fiecare refuz, ea visează un prinț frumos de care începe să se îndrăgostească. În ciuda unei zâne care o sfătuiește să nu se lase înșelată de aparențe, ea nu face legătura între prinț și Bestie și începe să creadă cu tărie că Bestia îl ține captiv undeva în castel. După multe căutări, descoperă niște camere fermecate, cu biblioteci și voliere, ferestre fermecate care îi dezvăluie spectacole magice. De asemenea, ea întâlnește multe animale, inclusiv papagali și maimuțe, pe post de slujitori, dar numai pe prințul necunoscut din visele ei nu.
Timp de câteva luni, Frumoasa duce o viață de lux la castel, toate capriciile ei sunt satisfăcute pe loc, înconjurată numai de bogății. Până la urmă, i se face dor de casă și o roagă pe Bestie să-i dea voie să-și mai vadă o dată familia. Bestia acceptă, cu condiția ca ea să se întoarcă exact două luni mai târziu. Frumoasa este de acord și primește un inel fermecat, care îi permite să se trezească într-o clipă în noua casă a familiei sale, dacă îl răsucește de trei ori în jurul degetului. Surorile ei mai mari sunt surprinse când o văd bine îngrijită și elegantă, iar vechea lor invidie se reaprinde rapid când toți pretendenții lor nu o mai văd decât pe ea. Fata le oferă cadouri generoase și le spune bărbaților că ea a venit doar pentru a lua parte la nunțile surorilor ei. Tatăl ei îi spune că trebuie și ea să se căsătorească cu Bestia, însă Frumoasa nu vrea să îl asculte, iar când frații ei fac tot ce pot pentru a o împiedica să se întoarcă la castel, ea acceptă fără tragere de inimă să mai rămână.
După ce au trecut cele două luni, ea are o viziune cu Bestia murind singur și abandonat în grădina castelului și se grăbește să se întoarcă, în ciuda fraților ei. Înapoi la castel, temerile ei sunt confirmate, Bestia zace pe moarte într-o peșteră. Abia atunci Frumoasa înțelege că îl iubește. Nu își pierde calmul și aduce apă de la un izvor din apropiere, pentru a-l readuce la viață. În acea noapte, ea acceptă să se căsătorească cu el, iar dimineața descoperă că Bestia s-a transformat în Prințul din visele ei. Apoi sosește zâna pe care nu o ascultase înainte, alături de o femeie pe care nu o recunoaște, într-o trăsură de aur trasă de cerbi albi. Femeia se dovedește a fi mama prințului, regina, dar se supără când află că Frumoasa nu este de neam regesc. Zâna o pedepsește pe mamă și le mărturisește că Frumoasa este nepoata ei, tatăl ei real fiind fratele reginei de pe Insula Norocului, iar mama ei sora zânei.
După ce problema privind originea Frumoasei este lămurită, ea îi cere prințului să-i spună povestea lui. Tatăl său, regele, a murit când era tânăr, iar mama sa a trebuit să poarte un război pentru a-și apăra regatul. Regina l-a lăsat în grija unei zâne malefice care a încercat să-l seducă atunci când a devenit adult, dar pentru că el a refuzat, aceasta l-a transformat într-o bestie. Singura cale de a rupe blestemul era ca prințul să găsească dragostea adevărată și o fată să se îndrăgostească sincer de el, în ciuda înfățișării sale. La final, Prințul și Frumoasa se căsătoresc și trăiesc fericiți până la adânci bătrâneți.

### Versiunea lui Beaumont
Beaumont a eliminat foarte multe dintre personaje și a redus povestea la o simplitate aproape arhetipală. Povestea începe aproape identic ca versiunea lui Villeneuve, deși acum negustorul are doar șase copii: trei fii și trei fiice, printre care și Frumoasa. Spre deosebire de versiunea lui Villeneuve, versiunea lui Beaumont îl prezintă pe negustor drept tatăl biologic al Frumoasei și nu există niciun indiciu că ea ar fi de origine nobilă. Evenimentele care au condus la sosirea ei la castelul Bestiei se desfășoară într-o manieră similară, dar, odată ajunsă acolo, Frumoasa este informată că ea este stăpâna, iar el se va supune poruncilor ei. Beaumont scurtează mult descrierile fastuoase din interiorul palatului și sare direct la întoarcerea ei acasă. De data aceasta, i se permite să rămână acolo timp de o săptămână, iar surorile ei invidioase o ademenesc să mai rămână încă o săptămână în speranța că Bestia o va devora de furie. Din nou, ea se întoarce când Bestia este pe moarte și îl readuce la viață. Cei doi se căsătoresc și trăiesc fericiți pentru totdeauna.

### Versiunea lui Lang

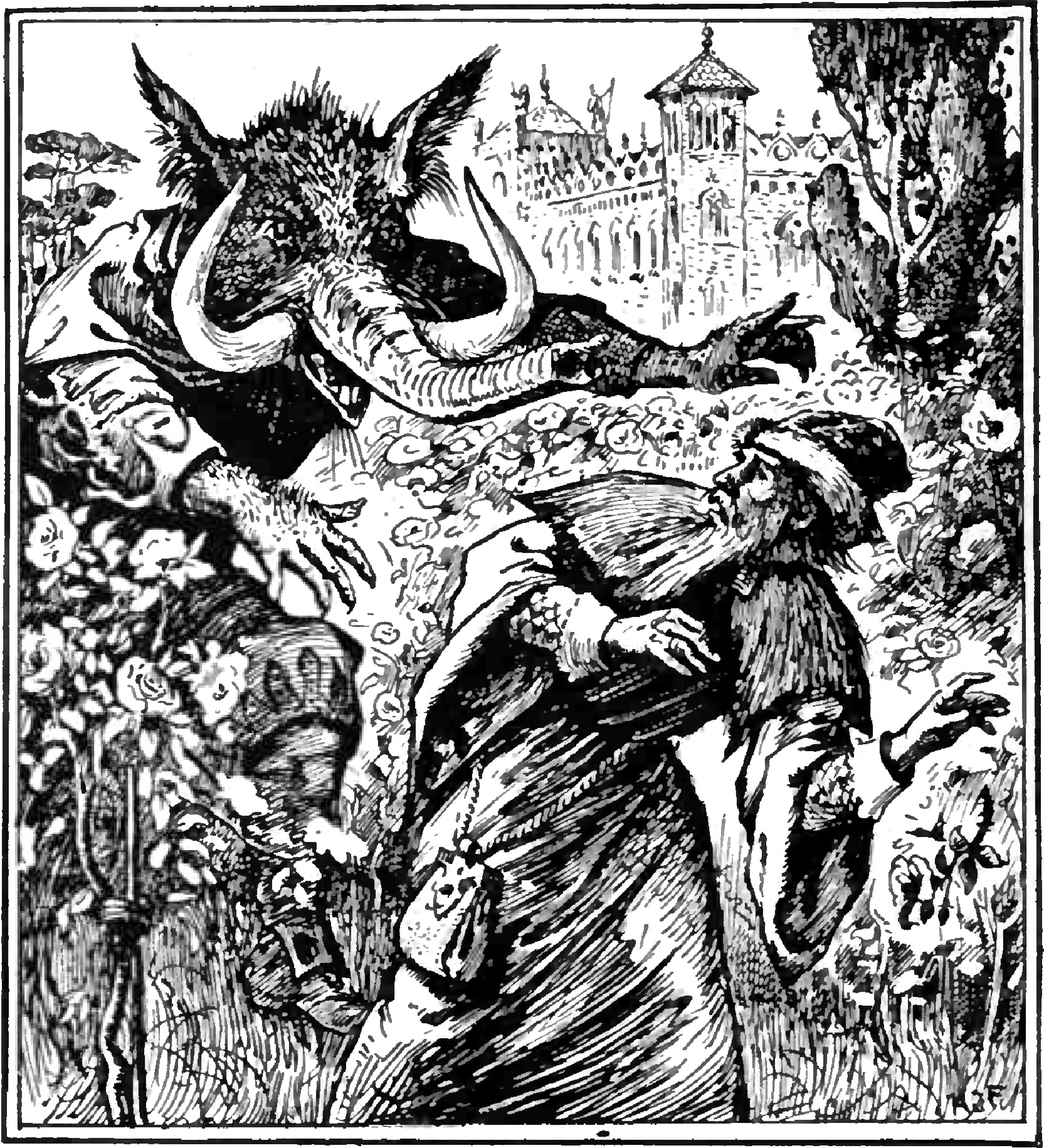
Ilustrație pentru The Blue Fairy Book (1889) de Andrew Lang

O variantă a versiunii lui Villeneuve apare în Blue Fairy Book a lui Andrew Lang. Povestea este, în mare parte, aceeași, cu excepția începutului, când negustorul nu este pe mare, ci doar corăbiile lui. Conacul lui este ars într-un incendiu, împreună cu toată averea sa, familia fiind nevoită să se mute la casa lor de țară din pădure. Navele lui sunt pierdute pe mare sau capturate de pirați, cu excepția uneia, care reapare mai târziu. Spre deosebire de celelalte două versiuni, surorile din povestea lui Lang nu sunt geloase pe Frumoasa. De asemenea, Lang a păstrat descrierile fastuoase ale palatului Bestiei. Această versiune este una dintre cele mai des spuse, alături de cele ale lui Villeneuve și Beaumont. A fost scrisă între 1889 și 1913, la ceva timp după versiunea originală și, prin urmare, poate fi considerată o versiune ulterioară a poveștii.

## Variante

### Europa

#### Franța
Emmanuel Cosquin a cules o versiune cu un final tragic din Lorena intitulată Lupul alb (Le Loup blanc), în care fiica cea mică îi cere tatălui ei să-i aducă un trandafir cântător când se întoarce. Bărbatul nu reușește să găsească un asemenea trandafir și refuză să se întoarcă acasă fără cadoul promis. Până la urmă, găsește trandafiri cântători în castelul lupului alb, care vrea să-l omoare pentru că a îndrăznit să-i fure trandafirii, dar, auzind de fiicele sale, se răzgândește și acceptă să-i cruțe viața, cu condiția de a-i aduce lui pe prima ființă vie care îl va întâmpina la întoarcere și care se dovedește a fi tocmai fiica lui cea mică. La castel, fata descoperă că lupul alb este fermecat și se poate transforma noaptea în om, dar nu trebuie să spună nimănui despre asta. Din păcate, cele două surori mai mari vin în vizită și o presează să le spună ce se întâmplă. Când fata le povestește, castelul se prăbușește și lupul moare.
Henri Pourrat a cules o versiune din Auvergne, intitulată Belle Rose. În această versiune, eroina și surorile ei sunt fiicele unui țăran sărac și poartă nume de flori, protagonista fiind Rose și, respectiv, surorile ei Marguerite și Julianne. Bestia este descrisă ca având bot de mastiff, picioarele din spate de șopârlă și corpul unei salamandre. Sfârșitul este mai asemănător cu versiunile lui Villeneuve și Beaumont, Rose se întoarce la castel și găsește Bestia pe moarte lângă o fântână. Când Bestia o întreabă dacă știe că el nu poate trăi fără ea, Rose răspunde că da, iar Bestia se transformă în om. El îi explică lui Rose că a fost un prinț blestemat pentru că a batjocorit un cerșetor și vraja nu putea fi desfăcută decât de o fată săracă, dar cu sufletul curat. Spre deosebire de versiunea lui Beaumont, nu se menționează că surorile protagonistului sunt pedepsite la final.

#### Italia
Povestea este populară în tradiția orală italiană. Christian Schneller a cules o variantă din Trentino intitulată Vom singenden, tanzenden und musicirenden Blatte, în italiană La foglia, che canta, che balla e che suona (Frunza care cântă și dansează), în care Bestia apare în chip de șarpe. În loc să-și viziteze familia singură, eroinei i se permite această călătorie la nunta surorii ei doar dacă va lua și șarpele cu ea. În timpul nunții, ei dansează împreună, iar când fata calcă șarpele pe coadă, acesta se transformă într-un tânăr frumos, fiul unui conte.
Folcloristul sicilian Giuseppe Pitrè a cules o variantă din Palermo intitulată Rusina 'Mperatrici (Împărăteasa Rosina). Domenico Comparetti a inclus o variantă din Montale intitulată Bellinda, în care Bellinda este numele eroinei, în timp ce surorile ei mai mari se numesc Carolina și Assunta. Vittorio Imbriani a inclus o versiune intitulată Zelinda e il Mostro (Zelinda și monstrul), în care eroina, Zelinda, cere un trandafir în ianuarie. În această versiune, Zelinda nu se întoarce să-și viziteze familia. Monstrul îi arată fetei o oglindă magică în care îl vede pe tatăl ei murind și îi spune că singura cale de a-l salva este să-i spună că îl iubește. Zelinda face așa cum i-a cerut, iar monstrul se transformă în om, spunând că este fiul Regelui Portocalelor. Atât versiunea lui Comparetti, cât și cea a lui Imbriani au fost incluse în volumul Sessanta novelle popolari montalesi de Gherardo Nerucci.
Folclorista britanică Rachel Harriette Busk a cules o versiune din Roma intitulată The Enchanted Rose-Tree, în care eroina nu are surori. Antonio De Nino a cules o variantă din Abruzzo, în estul Italiei, pe care a intitulat-o tot Bellinda, în care, în loc de trandafir, eroina cere o garoafă de aur. De data aceasta, Bellinda știe tot ce se întâmplă în casa ei de la un copac magic din grădina castelului, Copacul care plânge și râde, ale cărui frunze se ridică atunci când familia ei e bine și se coboară atunci când e tristă.
Francesco Mango a cules o versiune din Sardinia intitulată Ursul și cele trei surori (S'urzu i is tres sorris), în care Bestia are forma unui urs.
Italo Calvino a inclus în Basme italiene (1956) o versiune intitulată Bellinda e il Mostro, inspirată în mare parte din versiunea lui Comparetti, dar adăugând câteva elemente din cea a lui De Nino, cum ar fi Copacul care plânge și râde.

### Peninsula Iberică

#### Spania
Manuel Milá y Fontanals a cules o versiune intitulată El hijo del rey, desencantado. În această poveste, când tatăl le întreabă pe cele trei fiice ale sale ce vor, cea mai mică cere mâna fiului regelui și toată lumea o crede trufașă pentru că își dorește așa ceva. Tatăl le ordonă servitorilor săi să o omoare, dar ei o cruță și fata se ascunde în pădure. Acolo, se întâlnește cu un lup care o duce la un castel. Fata află că, pentru a rupe vraja, trebuie să ucidă lupul și să-i arunce trupul în foc după ce îl înjunghie. Din trup zboară un porumbel, iar din porumbel un ou. Când fata sparge oul, iese fiul regelui. Francisco Maspons y Labrós a extins și a tradus povestea în catalană și a inclus-o în al doilea volum din Lo Rondallayre.
Maspons y Labrós a cules o variantă din Catalonia intitulată Lo trist. În această variantă, în loc de trandafir, fiica cea mică cere un colier de corali. Ori de câte ori unul dintre membrii familiei ei este bolnav, fata primește semne de la grădină (un izvor cu ape noroioase; un copac cu frunze ofilite). Când pleacă să-și viziteze familia, este avertizată că trebuie să se întoarcă imediat la castel dacă aude un clopoțel. După a treia vizită la familia ei, eroina se întoarce în grădină, unde își găsește trandafirii preferați ofiliți. Când rupe un trandafir, apare bestia și se transformă într-un tânăr frumos.
O versiune din Extremadura, intitulată El príncipe oso, a fost culesă de Sergio Hernández de Soto și are o introducere similară cu versiunile lui Beaumont și Villeneuve: tatăl eroinei își pierde averea în urma unui naufragiu. Când negustorul are ocazia de a-și recupera averea, el își întreabă fiicele ce daruri să le aducă. Eroina îi cere un crin. Când negustorul găsește un crin, apare un urs care îi spune că fiica lui cea mică trebuie să vină în grădină pentru că numai ea poate îndrepta răul făcut de negustor. Fata îl caută pe urs și îl găsește întins pe pământ, rănit. Singura modalitate de a-l vindeca este să pună la loc crinul pe care îl luase tatăl ei, iar când fata face asta, ursul se transformă într-un prinț. Această poveste a fost tradusă în engleză de Elsie Spicer Eells sub denumirea The Lily and the Bear.
Aurelio Macedonio Espinosa Sr. a cules o versiune din Almenar de Soria, intitulată La fiera del rosal, în care eroina este fiica unui rege în loc de negustor. Aurelio Macedonio Espinosa Jr. a publicat o versiune din Sepúlveda, Segovia, intitulată La fiera del jardín. În această versiune, eroina are o mamă vitregă și două surori vitrege și cere o floare albă.

#### Portugalia
Într-o versiune portugheză culeasă de Zófimo Consiglieri Pedroso, eroina cere „o aripă de gândac de pe o pajiște verde”. Tatăl găsește, în sfârșit, o aripă de gândac pe o pajiște verde într-un castel ce pare a fi nelocuit, dar aude o voce care îi poruncește să-și aducă fiica cea mică la palat. Când fata ajunge la castel, aceeași voce nevăzută îi povestește tot ce se întâmplă în casa tatălui ei, folosind păsările ca mesageri. Atunci când pleacă să-și viziteze familia, stăpânul castelului trimite un cal să o anunțe că este timpul să se întoarcă. Eroina trebuie să plece după ce aude calul de trei ori. A treia oară când merge să-și viziteze familia, tatăl ei moare. După înmormântare, răpusă de oboseală, fata adoarme și nu mai aude calul, care nechează de trei ori și pleacă. Întoarsă, în sfârșit, la castel, găsește Bestia pe moarte. Cu ultima suflare, Bestia o blestemă pe ea și întreaga ei familie. Eroina moare câteva zile mai târziu, iar surorile ei își petrec tot restul vieții în sărăcie.
O altă versiune portugheză din Ourilhe, culeasă de Francisco Adolfo Coelho și intitulată A Bella-menina, este mai asemănătoare cu versiunea lui Beaumont în ceea ce privește finalul fericit, când Bestia este readusă la viață și vraja este ruptă.

### Belgia și Țările de Jos
Într-o versiune flamandă din Veurne intitulată Roosken zonder Doornen, prințul este eliberat de blestem altfel decât în versiunile lui Beaumont și Villeneuve. Eroina și Bestia participă împreună la nunțile surorilor ei mai mari, iar pentru a rupe vraja, eroina trebuie să închine în cinstea Bestiei. La prima nuntă, fata uită, dar la a doua își amintește, și astfel Bestia redevine om.
Într-o a doua variantă flamandă culeasă de Amaat Joos, intitulată Van het Schoon Kind, tatăl eroinei este rege în loc de negustor, iar când își întreabă cele trei fiice ce vor să le aducă la întoarcerea dintr-o călătorie lungă, fiica cea mică îi cere un tufiș de trandafiri sălbatici, în timp ce surorile ei mai mari îi cer rochii cu flori din aur și o fustă din argint. La castel, prințesa are un coșmar în care vede Bestia înecându-se într-un iaz, iar după ce se trezește și vede că Bestia nu este în colțul unde dormea de obicei, fuge în grădină unde totul se petrece exact ca în visul ei. Fata salvează Bestia, care se transformă apoi în prinț.
O altă versiune flamandă din Wuustwezel, culeasă de Victor de Meyere, este mai aproape de versiunea lui Beaumont, în care fiica cea mică a negustorului rămâne încă o zi la ea acasă și se întoarce în grabă la castelul Bestiei, temându-se că s-a întâmplat ceva rău. Aceasta este una dintre puținele versiuni în care negustorul se întoarce împreună cu fiica sa la castelul Bestiei.
O versiune olandeză din Driebergen, intitulată Rozina, este și mai asemănătoare cu versiunea lui Beaumont. În această versiune, vraja este ruptă când Rozina jură să se căsătorească cu Bestia.

### Europa Centrală
Frații Grimm au cules inițial o variantă a poveștii, intitulată Grădina de vară și de iarnă (Von dem Sommer- und Wintergarten). Fiica cea mică cere un trandafir iarna, așa că tatăl găsește unul singur într-o grădină în care este pe jumătate iarnă veșnică și pe jumătate vară veșnică. După ce se înțelege cu Bestia, tatăl nu le spune nimic fiicelor sale. Opt zile mai târziu, Bestia vine acasă la negustor și o ia cu el pe fiica cea mică. Când fata se întoarce acasă, îl găsește pe tatăl ei grav bolnav. Nu îl poate salva, iar el moare. După înmormântarea tatălui ei, fata stă mai mult timp acasă, iar când, până la urmă, se întoarce,  găsește Bestia întinsă sub un morman de varză. După ce reînvie Bestia turnând apă peste ea, monstrul se transformă într-un prinț frumos. Povestea a apărut în prima ediție a antologiei de basme a fraților Grimm, în 1812, dar pentru că era prea asemănătoare cu basmul francez omolog, au omis-o în edițiile următoare.
În ciuda faptului că ceilalți folcloriști au adunat variante din teritoriile de limbă germană, Ludwig Bechstein a publicat două versiuni ale poveștii. În primul, Besenstielchen, eroina, Nettchen, are o prietenă numită Măturică, deoarece tatăl ei este făcea mături. La fel ca în Grădina de vară și de iarnă, Nettchen cere trandafiri în plină iarnă, pe care tatăl ei îi găsește doar în grădina Bestiei. Când o trăsură vine să o ducă pe Nettchen la castelul Bestiei, tatăl ei o trimite pe Măturică în locul ei. Bestia descoperă înșelăciunea, o trimite înapoi pe Măturică, iar Nettchen este trimisă la castelul Bestiei. Prințul este eliberat de blestem înainte ca Nettchen să meargă acasă pentru a-și vindeca tatăl cu seva unei plante din grădina prințului. Geloase pe bogăția ei, surorile ei o îneacă în baie, dar fata este reînviată de aceeași vrăjitoare care îl blestemase pe prinț. Surorile mai mari ale lui Nettchen sunt periculoase, dar ea nu le vrea moarte, așa că vrăjitoarea le transformă în stane de piatră.
În cea de-a doua versiune a lui Bechstein, Das Nußzweiglein, eroina cere o crenguță de alun. Când tatăl găsește crenguța, trebuie să facă o înțelegere cu un urs, promițându-i prima ființă pe care o va întâlni acasă. Aceasta se dovedește a fi tocmai fiica lui cea mică. Ca și în Besenstielchen, negustorul încearcă să păcălească ursul trimițând o altă fată, dar ursul îi descoperă planul și o aduce la el pe fiica negustorului. După ce ea și ursul trec prin douăsprezece camere pline de creaturi dezgustătoare, ursul se transformă în prinț.
Carl și Theodor Colshorn au cules două versiuni din Hanovra. În prima, Vom klinkesklanken Löwesblatt, eroina este fiica unui rege. Ea cere o frunză cântătoare, pe care regele o primește numai după ce a făcut o înțelegere cu un pudel negru, promițându-i că îi va da prima persoană care îl va întâmpina acasă. Aceasta se dovedește a fi fiica lui cea mică. Tatăl fetei încearcă să păcălească pudelul, oferindu-i alte fete care pretind a fi prințesa, dar pudelul își dă seama de planul lui. În cele din urmă, prințesa este trimisă la pudel, care o duce într-o cabană din mijlocul pădurii, unde ea se simte foarte singură. E dornică de companie și s-ar mulțumi chiar și cu o bătrână cerșetoare. Într-o clipă, apare o bătrână cerșetoare, care îi spune prințesei cum să rupă vraja, în schimbul promisiunii că o va invita la nunta ei. Prințesa își ține promisiunea, iar mama și surorile ei, care și-au exprimat dezgustul la vederea bătrânei cerșetoare, rămân strâmbe și șchioape.
În cea de-a doua versiune a lui Carl și Theodor Colshorn, Der verwunschene Frosch, eroina este fiica unui negustor. Prințul fermecat este o broască, iar fiica cere un trandafir tricolor.
Ernst Meier a cules o versiune din Suabia, din sud-vestul Germaniei, în care eroina are doar o soră în loc de două.
Ignaz și Josef Zingerle au cules o variantă austriacă din Tannheim intitulată Der Bär, în care eroina este cea mai mare dintre cele trei fiice ale negustorului. La fel ca în Grădina de vară și de iarnă și Besenstielchen, fata cere un trandafir în mijlocul iernii. Ca și în versiunea lui Zingerle, Bestia este un urs.
În varianta elvețiană, Der Bärenprinz, culeasă de Otto Sutermeister, fiica cea mică cere struguri.
Într-o altă versiune poloneză din Cracovia, eroina se numește Basia și are o mamă vitregă și două surori vitrege. Un măr are un rol relevant atunci când eroina merge să-și viziteze familia, într-o versiune poloneză din Mazovia, de data aceasta pentru a o avertiza pe eroină că trebuie să se întoarcă la castel.
Într-o variantă cehă, mama eroinei rupe floarea și face înțelegerea cu Bestia, care este un vasilisc, iar eroina îi va tăia ulterior capul pentru a rupe vraja.
Într-o versiune din Moravia, fiica cea mică cere trei trandafiri albi, iar Bestia este un câine. Într-o altă versiune, eroina cere un singur trandafir roșu, iar Bestia este un urs.
Într-o versiune slovenă din Livek intitulată Ursul fermecat și castelul (Začaran grad in medved), eroina rupe blestemul citind despre soarta castelului vrăjit într-o carte prăfuită.
Într-o versiune maghiară intitulată Strugurii care vorbesc, mărul zâmbitor și caisa sunătoare (Szóló szőlő, mosolygó alma, csengő barack), prințesa îi cere tatălui său fructele menționate în titlu, iar Bestia este un porc. Regele este de acord să-i dea în căsătorie pe fiica sa cea mică, dacă porcul reușește să miște trăsura regelui, care se împotmolise în noroi.

#### Scandinavia
Evald Tang Kristensen a cules o versiune daneză care respectă aproape întocmai versiunea lui Beaumont. Cea mai semnificativă diferență este că prințul fermecat este un cal.
Într-o versiune din Insulele Feroe, fiica cea mică cere un măr în loc de un trandafir.

#### Rusia și Ucraina
Alexander Afanasyev a cules o versiune rusă, Țareviciul fermecat (în rusă Заклятый царевич), în care fiica cea mică desenează floarea pe care vrea să i-o aducă tatăl ei. Bestia este un șarpe înaripat cu trei capete. Există și o versiune mai cunoscută, Floarea stacojie, scrisă de Serghei Aksakov și publicată în 1858.
Într-o versiune ucraineană, ambii părinți ai eroinei sunt morți. Bestia, care are forma unui șarpe, îi dăruiește fetei puterea de a învia oamenii.

#### Grecia și Cipru
Într-o versiune din insula Zakynthos din vestul Greciei, prințul este transformat în șarpe de o nereidă pe care a refuzat-o.
Prințul este, de asemenea, transformat în șarpe într-o versiune din Cipru. La sfârșit, surorile mai mari ale eroinei sunt transformate în stane de piatră.

### Asia

#### Asia de Est
Misionara nord-americană Adele M. Fielde a cules o versiune din China intitulată Zâna șarpe, în care familia eroinei este asaltată de viespi care nu pleacă până când aceasta pornește după bestie, care este un șarpe. Într-o zi, fata descoperă că fântâna din care lua apă de obicei a secat, așa că merge la un izvor. Când se întoarce, ea îl găsește pe șarpe pe moarte și îl reînvie, aruncându-l în apă. Acest lucru îl transformă în om.
Într-o a doua variantă chineză, Perla mării, fiica cea mică a bogatului negustor Pekoe cere o piatră din Marele Zid Chinezesc pentru că așa a văzut ea într-un vis. Tatăl ei fură piatra și este amenințat de o armată de tătari care lucrează pentru stăpânul lor. În realitate, stăpânul tătar este chiar unchiul ei Chang, care fusese vrăjit înainte de poveste și nu putea fi eliberat de blestemul său decât dacă o femeie ar fi consimțit să locuiască cu el în Marele Zid.

### America de Nord

#### Statele Unite ale Americii
William Wells Newell a publicat o variantă irlandeză americană intitulată Rose în Journal of American Folklore. În această versiune, Bestia ia forma unui leu.
Marie Campbell a cules o versiune din Munții Apalași, intitulată A Bunch of Laurela Blooms for a Present, în care prințul este transformat într-o broască.
Joseph Médard Carrière a cules o versiune în care Bestia este descrisă ca având cap de leu, picioarele din spate de cal, corp de taur și coadă de șarpe. La fel ca în versiunea lui Beaumont, surorile fetei sunt transformate în stane de piatră.
Într-o variantă din Schoharie, New York, culesă de Emelyn Elizabeth Gardner, cu titlul The Rosy Story, eroina poartă numele Ellen. Personajul care o cere pe fiica cea mică este un bărbat fără cap, dar întruchiparea Bestiei este o uriașă broască râioasă.
Folclorista Fanny Dickerson Bergen a publicat o variantă fragmentară din Ohio, cu titlul The Golden Bird, pasărea de aur fiind darul cerut de fiica cea mică.

#### Mexic
Lingvistul mexican Pablo González Casanova a cules o versiune din Nahuatl intitulată Cizuanton huan yolcatl (în spaniolă: La doncella y la fiera), în care, după întoarerea la familia ei, eroina găsește bestia moartă. Fata adoarme lângă bestie și visează că îi spune să taie o anumită floare și să-i stropească fața cu apa din ea. După ce face asta, bestia se transformă într-un tânăr frumos.

### America de Sud și Centrală
Lindolfo Gomes a cules o versiune braziliană intitulată A Bela e a Fera, în care tatăl promite că îi va oferi Bestiei prima ființă vie care îl va întâmpina acasă. Eroina își vizitează mai târziu familia pentru că sora ei mai mare se căsătorește.

## Adaptări
De-a lungul timpului, povestea a fost adaptată pe scenă, în proză, pentru marele ecran și în televiziune.

### Literatură
- Floarea stacojie (1858), un basm rusesc de Serghei Aksakov.
- Beauty and the Beast ... The Story Retold (1886), de Laura E. Richards.
- Beauty: A Retelling of the Story of Beauty and the Beast (1978), de Robin McKinley.
- Beauty (1983), povestire de Tanith Lee, o variantă științifico-fantastică.
- Fashion Beast, scenariu din 1985 de Alan Moore, adaptat într-un roman grafic în 2012.
- „Sâmburele de adevăr” (1993), povestire de Andrzej Sapkowski în Ultima dorință.
- Lord of Scoundrels (1995), de Loretta Chase[72]
- The Fire Rose (1995), de Mercedes Lackey
- Rose Daughter (1997), de Robin McKinley
- Beauty (1997), versiune modernă de Susan Wilson
- The Quantum Rose, de Catherine Asaro, o variantă science fiction a Frumoasei și Bestia
- Beastly / Bestial (2007), de Alex Flinn, o versiune a poveștii în Manhattan-ul modern
- Bryony and Roses (2015), de T. Kingfisher (pseudonimul Ursulei Vernon)
- Belle: An Amish Retelling of Beauty and the Beast (2017), de Sarah Price
- Regatul spinilor și al trandafirilor (2015), de Sarah J. Maas
- Un blestem sumbru și nimicitor (2019), de Brigid Kemmerer

### Film
- La Belle et la Bête/Frumoasa și bestia (1946), regizat de Jean Cocteau, cu Jean Marais în rolul Bestiei și Josette Day în rolul Frumoasei.[73]
- The Scarlet Flower (original în rusă: Аленький цветочек, Alenki țvetocek) (1952), un lungmetraj de animație regizat de Lev Atamanov și produs la Soiuzmultfilm.
- Frumoasa și Bestia (1962), regizat de Edward L. Cahn, cu Joyce Taylor și Mark Damon în rolurile principale.[74]
- Panna a netvor (1978), un film ceh regizat de Juraj Herz.
- Frumoasa și Bestia, un film de animație planificat care urma să fie regizat de Don Bluth și distribuit de Columbia Pictures. A fost anunțat în 1984 și ulterior anulat în 1989.[75][76]
- Beauty and the Beast (1987), o versiune muzicală live-action regizată de Eugene Marner, cu John Savage în rolul Bestiei și Rebecca De Mornay în rolul Frumoasei.[77]
- Frumoasa și Bestia (1991), un film de animație produs de Walt Disney Feature Animation și regizat de Kirk Wise și Gary Trousdale, cu un scenariu de Linda Woolverton și melodii de Alan Menken și Howard Ashman.[78]
- Frumoasa și Bestia (1992), un lungmetraj de animație direct-pe-video fără legătură cu lansarea Disney din anul precedent, dar cu un conținut similar.
- Blood of Beasts (2005), un film din perioada vikingilor regizat de David Lister, cunoscut alternativ sub numele de Frumoasa și Bestia.[79]
- Spike (2008), regizat de Robert Beaucage, o versiune întunecată a basmului adaptată la timpurile moderne.[80]
- Frumoasa și Bestia (2009), o fantezie australiană reimaginând povestea, cu Estella Warren în rol principal.[81]
- Beastly/Bestial (2011), regizat de Daniel Barnz și cu Alex Pettyfer în rolul Bestiei (pe nume Kyle) și pe Vanessa Hudgens în rolul iubitei sale.[82]
- La Belle et la Bête/Frumoasa și bestia (2014), un film franco-german.[83]
- Frumoasa și Bestia (2017), o adaptare Disney live-action a filmului de animație din 1991, cu Emma Watson și Dan Stevens în rolurile principale.[84]
- Belle (în japoneză: Ryū to Sobakasu no Hime) (2021), un film fantasy științific de animație japonez scris și regizat de Mamoru Hosoda și produs de Studio Chizu.

### Televiziune
- Episodul „Frumoasa și Bestia” (1958) din Cartea cu povești a lui Shirley Temple, transmis live, avându-i ca protagoniști pe Claire Bloom și Charlton Heston.
- Frumoasa și Bestia (1976), un film pentru televiziune, cu George C. Scott și Trish van Devere.
- Manga Sekai Mukashi Banashi (1976-1979), un serial anime realizat de Dax International.
- „Frumoasa și Bestia” (1984), un episod din Faerie Tale Theatre (Teatrul poveștilor magice) al lui Shelley Duvall, cu Klaus Kinski și Susan Sarandon.
- Frumoasa și Bestia (1987), un serial de televiziune, care aduce în prim-plan relația dintre Catherine (interpretată de Linda Hamilton), o avocată din New York City, și Vincent (interpretat de Ron Perlman), o „bestie” blândă, dar cu chip de leu, care se ascunde în canalele din oraș.
- Hello Kitty's Furry Tale Theatre (1987), episodul „Kitty și Bestia”.
- Grimm's Fairy Tale Classics, episodul „Frumoasa și Bestia” (1988). Bestia este descrisă ca un căpcăun.

- Britannica's Tales Around the World (1990-1991) cuprinde trei variante ale poveștii.

### Teatru

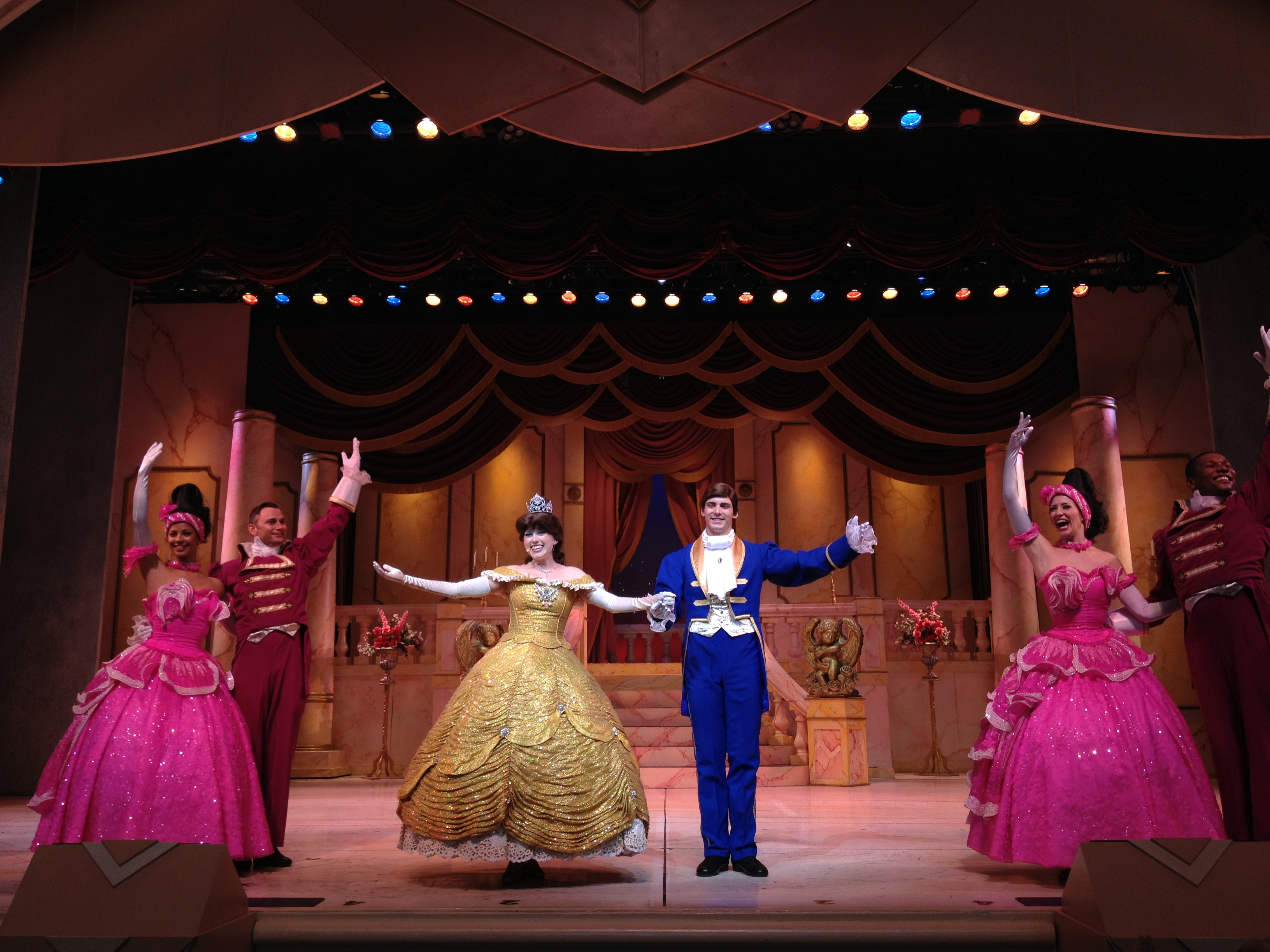
Frumoasa și bestia, musical bazat pe filmul Disney cu același nume.

- La Belle et la Bête (1994), operă de Philip Glass bazată pe filmul lui Cocteau. Compoziția lui Glass urmărește filmul scenă cu scenă, oferind efectiv o nouă coloană sonoră originală pentru film.[85]
- Beauty and the Beast (1994), o adaptare muzicală a filmului Disney de Linda Woolverton și Alan Menken, cu versuri suplimentare de Tim Rice.[86]
- Beauty and the Beast (2011), un balet în coregrafia lui David Nixon pentru compania de balet Northern Ballet, care include compoziții de Bizet și Poulenc.[87]

### Altele
- Un joc cu obiecte ascunse, Mystery Legends: Beauty and the Beast, a fost lansat în 2012.[88]
- Seria de jocuri cu obiecte ascunse Dark Parables a construit povestea principală a celui de-al nouălea joc (The Queen of Sands) pe baza acestei povești.
- Narațiunea jocului de aventură produs de Sierra Entertainment King's Quest VI urmărește mai multe basme, iar Frumoasa și Bestia este punctul central al unei misiuni în mai multe părți.
- Stevie Nicks a înregistrat melodia „Frumoasa și Bestia” pe albumul ei solo din 1983, The Wild Heart.
- Formația Real Life au realizat videoclipul pentru hitul lor „Send Me an Angel” pornind de la această poveste.
- Lucrarea de ficțiune interactivă Bronze a lui Emily Short este o adaptare în puzzle a poveștii.